# Arraiá do Povo
Arraiá do Povo é um festival de forró que acontece na Orla de Atalaia em Aracaju, no qual ocorre shows com atrações sergipanas e nacionais, além das tradicionais quadrilhas, grupos folclóricos e trios pé-de-serra. Por meio de uma parceria entre o Governo de Sergipe e a Prefeitura da Aracaju, ocorre uma programação durante todo o mês de junho. A proposta de ambos os órgãos públicos é somar forças para atender aqueles que prestigiam o São João no estado.